# Panzer Elite

Российское издание

Panzer Elite — игра в жанре танкового симулятора, выпущенная Psygnosis в 1999 году для PC. Игрок управляет танком Второй Мировой войны и принимает участие в сражениях за немецкую сторону, либо за союзников. Также присутствуют напарники-боты, которым можно отдавать приказы для успешного выполнения заданий. Помимо одиночной игры, поддерживается многопользовательский режим. Через некоторое время были выпущены патчи, исправляющие баги и улучшающие геймплей. 29 декабря 2001 года вышло издание Special Edition от JoWooD Productions. В России локализовано компанией «Revolt Games» под названием «Танковая гвардия» и издано «Руссобит-М» в 2002 году.

## Игровой процесс
По выбору можно играть в одиночные миссии (в произвольном порядке), либо в кампанию. Перед началом можно ознакомиться с брифингом миссии, где на карте будут указаны цели, противники и союзники. Танк игрока имеет экипаж с различным уровнем опыта, который повышается со временем. Игрок может заменять экипаж, например, в случае ранения или гибели танкистов. Танки нужно заправлять топливом, можно выбирать количество и тип боекомплекта (бронебойные снаряды, осколочно-фугасные, кумулятивные, дымовые). В случае если танк будет подбит или уничтожен, можно попробовать снова пройти миссию, полностью заменив машину и экипаж, если таковые доступны. В игре присутствуют немецкие PzKpfw III H, J, N, PzKpfw IV F2, H, J, PzKpfw V «Пантера» D, A, G, Pz.Kpfw.VI «Тигр» E и американские танки «Шерман» модификаций M4, M4A1, M4A1(76)W, M4A3E2 Jumbo, M4A3(75)W, САУ M 10. При необходимости, есть ограниченное число артиллерийских обстрелов из миномётов или гаубиц по позициям врага. Представлены три кампании: Североафриканская, Итальянская и Французская.
Танк управляется с помощью клавиатуры, мыши и джойстика, программа позволяет управлять всеми устройствами одновременно. Можно запускать/глушить двигатель, переключать передачи вручную, стрелять из орудия и курсового/башенного пулемёта. Напарники также могут выполнять приказы, для этого требуется выделить мышью, либо, с помощью комбинации клавиш, любой танк взвода и указать место назначения на игровом экране, либо противника, которого нужно атаковать.
В соответствующем меню можно задать уровень мастерства противников и напарников, указать реалистичность (баллистика, неуязвимость танка игрока, доступность внешних видов) и так далее.

## Отзывы
| Сводный рейтинг       | Сводный рейтинг |
| Агрегатор             | Оценка          |
| --------------------- | --------------- |
| GameRankings          | 79,28 %         |
| MobyRank              | (PС) 77 %       |
| Иноязычные издания    |                 |
| Издание               | Оценка          |
| GamePro               | [ 3 ]           |
| GameSpot              | 8,1/10          |
| IGN                   | 5,3/10          |
| Русскоязычные издания |                 |
| Издание               | Оценка          |
| Absolute Games        | 75 %            |
| «Страна игр»          | 5,7/10          |

Computer Games Magazine включил Panzer Elite в число финалистов на звание симулятора 1999 года, но в результате победила игра MiG Alley.

## Продолжения
В 2006 году вышла Panzer Elite Action, имеющая улучшенную графику и более аркадный геймплей.